# Янківський Володимир
Володи́мир Янкі́вський (нар. 21 листопада 1925, с. Тисова, Перемишльський повіт, Польща — пом. 30 січня 2015, Болтон Великобританія) — український військовик, поручник I УД УНА.

## Життєпис
Володимир Янківський народився 21 листопада 1925 в с. Тисова, у Перемишльському повіті, в колишній Австро-Угорській імперії.
Учасник Другої світової війни в лавах Дивізії Галичина у званні поручника. По закінченні війни емігрував до Англії, де брав активну участь у житті української громади м. Болтон. Був членом Головної управи Об'єднання бувших вояків-ураїнців у Великій Британії у 1979—1990 роках.
У липні 2003 року брав участь у святкових заходах вшанування вояків дивізії в Україні.
Помер 30 січня 2015 року, похований на цвинтарі Хітон у місті Болтон, Великобританія.